# L'incredibile storia di Winter il delfino
L'incredibile storia di Winter il delfino (Dolphin Tale) è un film del 2011 diretto da Charles Martin Smith.
Il film è ispirato alla vera e straordinaria storia di Winter, una femmina di delfino salvata nel dicembre 2005 al largo delle coste della Florida e presa in affidamento dal Clearwater Marine Aquarium (dove ha vissuto fino alla sua morte, avvenuta l'11 novembre 2021) dopo che era rimasta intrappolata in una corda legata ad una trappola per granchi ed aveva perso per tale motivo la coda, la quale le è stata sostituita con una particolare protesi.

## Trama
Un ragazzo di nome Sawyer Nelson è in bicicletta lungo la spiaggia, quando incontra un pescatore che gli chiede aiuto in quanto ha trovato un delfino ferito ed aggrovigliato in una trappola per granchi. Il delfino viene affidato alle cure del Clearwater Marine Hospital, diretto dal dottor Clay Haskett. La figlia di Clay, Hazel, dà al delfino, che si è rivelato essere di sesso femminile, il nome Winter (inverno), in riferimento ad altri due delfini, chiamati Summer (estate) e Autumn (autunno), che in precedenza erano stati curati presso il centro e poi rilasciati con successo nell'oceano. Sawyer chiede di vedere Winter; all'inizio Haskett non è d'accordo in quanto il ragazzo non è addestrato alla cura degli animali marini, ma poi nota che Winter risponde positivamente alla vista di Sawyer e gli concede il permesso di vederla. Sawyer, iscritto alla scuola estiva, inizia a saltare le lezioni per andare a visitare Winter. La madre del ragazzo, Lorraine, quando scopre che il figlio continua a marinare la scuola per andare a trovare il delfino, nota che la forte sintonia fra Sawyer e Winter ha migliorato l'umore e il benessere del ragazzo, quindi gli permette di lasciare la scuola estiva e di dedicarsi al volontariato presso l'ospedale marino.
Purtroppo la coda di Winter è stata irrimediabilmente danneggiata dalla mancanza prolungata di afflusso di sangue, quindi deve essere amputata. Nell'arco di poco tempo Winter impara a nuotare senza coda, eseguendo il particolare movimento di nuoto che eseguono i pesci. Dopo una radiografia, però, Haskett si accorge che il nuotare in questo modo innaturale sta causando un grande stress alla spina dorsale del delfino, che se continuerà a nuotare così rischierà la morte. Nel frattempo al cugino di Sawyer, Kyle, un campione di nuoto arruolatosi come militare, viene amputata la gamba destra, danneggiata da un'esplosione. Sawyer gli fa visita presso il centro medico del Dipartimento locale dei Veterani, dove incontra il dottor Cameron McCarthy, ingegnere biomedico specializzato in protesi.
Sawyer pensa che una coda protesica possa essere la soluzione migliore per la salute di Winter e chiede a McCarthy di provare a realizzarla. McCarthy accetta di lavorare al progetto, convince il suo fornitore a fargli avere le opportune parti senza alcun costo e in breve tempo costruisce un modello di coda provvisorio. Winter, tuttavia, rifiuta la protesi: appena essa le viene montata addosso, inizia a divincolarsi e si ferisce andando a sbattere contro il muro della piscina. Poco tempo dopo l'ospedale, che già da tempo aveva diversi problemi economici, viene seriamente danneggiato da un uragano, e il consiglio di amministrazione decide di chiuderlo e vendere il terreno ad un imprenditore immobiliare. Sawyer non vuole che l'ospedale chiuda e decide di proporre una giornata benefica per salvarlo, il Save Winter Day. Il dottor Haskett inizialmente non è a favore di tutto ciò, ma cambia idea dopo averne parlato con suo padre Reed. Anche Kyle decide di impegnarsi per salvare il centro, organizzando una gara di nuoto contro il suo amico Donovan e convincendo una sua amica che lavora per l'emittente televisiva Bay News 9 a promuovere l'evento.
Nel frattempo il dottor McCarthy realizza una nuova coda protesica, ma Winter rifiuta anche questa protesi; solo a questo punto Sawyer capisce che ciò è dovuto al fatto che la guaina normalmente impiegata nelle protesi è irritante per la pelle del delfino. McCarthy realizza quindi un particolare tipo di guaina gelatinosa poco prima del Save Winter Day, e stavolta il delfino accetta la coda.
La giornata si rivela un successo. L'insegnante di Sawyer gli assegna dei punti di credito per il lavoro svolto in ospedale, quindi Sawyer riesce a superare il corso scolastico estivo nonostante non abbia frequentato le lezioni. Anche il pescatore che inizialmente aveva trovato Winter effettua una donazione, mentre l'imprenditore che avrebbe dovuto acquistare la struttura decide invece di sostenere economicamente l'ospedale.

## Produzione
Il film è stato girato principalmente nella Contea di Pinellas, in Florida, ed è incentrato intorno all'attuale residenza di Winter, il Clearwater Marine Aquarium. Nel film sono presenti anche altri luoghi, come: Admiral Farragut Academy, Honeymoon Island State Park, Tarpon Springs, e le notizie locali della stazione Bay News 9.

## Distribuzione

### Data di uscita
L'incredibile storia di Winter il delfino è stato proiettato sia in versione 2D sia in 3D.
Alcune delle tante date di uscita internazionali sono:
- 21 settembre 2011 in America (Dolphin Tale)
- 22 settembre 2011 in Argentina (Winter - El delfín)
- 6 ottobre 2011 in Russia (История дельфина)
- 14 ottobre 2011 in Brasile (Winter, O Golfinho)
- 20 ottobre 2011 in Ungheria (Delfines kaland)
- 2 novembre 2011 in Francia (L'incroyable histoire de Winter le dauphin)
- 11 novembre 2011 in Spagna (La gran aventura de Winter el delfín)
- 17 novembre 2011 in Israele (Sipuro shel dolphin)
- 13 gennaio 2012 in Italia

## Accoglienza

### Incassi
In America, il film ha incassato nei weekend del 2011, fino ai 15 865 $. Mentre gli incassi mondiali, ammontano a 87 700 000 $.

## Differenze con la realtà
- Nel film Winter viene trovata arenata su una spiaggia vicino al Clearwater da un pescatore seduto sulla riva e viene salvata con l'aiuto di Sawyer, mentre nella realtà Winter è stata trovata nella laguna Mosquito (sul lato opposto dello Stato), non sulla spiaggia, da un pescatore in navigazione, e salvata con l'intervento di una squadra SeaWorld.
- Nel film il processo di sviluppo della coda artificiale di Winter viene svolto nell'arco di poche settimane dal medico del Dipartimento locale dei Veterani durante la sua vacanza. Nella realtà, il processo di sviluppo della protesi è durato più di un anno ed è stato portato avanti da Kevin Carroll e un team di esperti di protesi e ortesi.
- Nel film il Clearwater Marine Acquarium si trova fin dall'inizio in difficoltà finanziarie, venendo poi danneggiato dal maltempo e ritrovandosi sull'orlo del fallimento, e viene salvato dai proventi del "Save Winter Day". Tutto ciò costituisce un puro espediente narrativo cinematografico, in quanto nella realtà il Clearwater Marine Aquarium non ha mai avuto nessun problema economico, sia prima che dopo l'arrivo di Winter.

## Sequel
Nel 2014 è stato realizzato un sequel intitolato L'incredibile storia di Winter il delfino 2 (Dolphin Tale 2), diretto nuovamente da Charles Martin Smith.